# San Juan Bautista Tuxtepec
San Juan Bautista Tuxtepec là một đô thị thuộc bang Oaxaca, México. Năm 2005, dân số của đô thị này là 144555 người.